# Elxleben (Ilm)
Pour les articles homonymes, voir Elxleben.
Elxleben est une commune allemande de Thuringe, située dans l'Arrondissement d'Ilm.

## Démographie
|                  | 1975 | 1990 | 2000 | 2015 | 2022 |
| ---------------- | ---- | ---- | ---- | ---- | ---- |
| hab :            | 714  | 656  | 638  | 567  | 579  |
| densité au km² : | 73,4 | 67,5 | 65,6 | 58,3 | 61   |